# PB & J

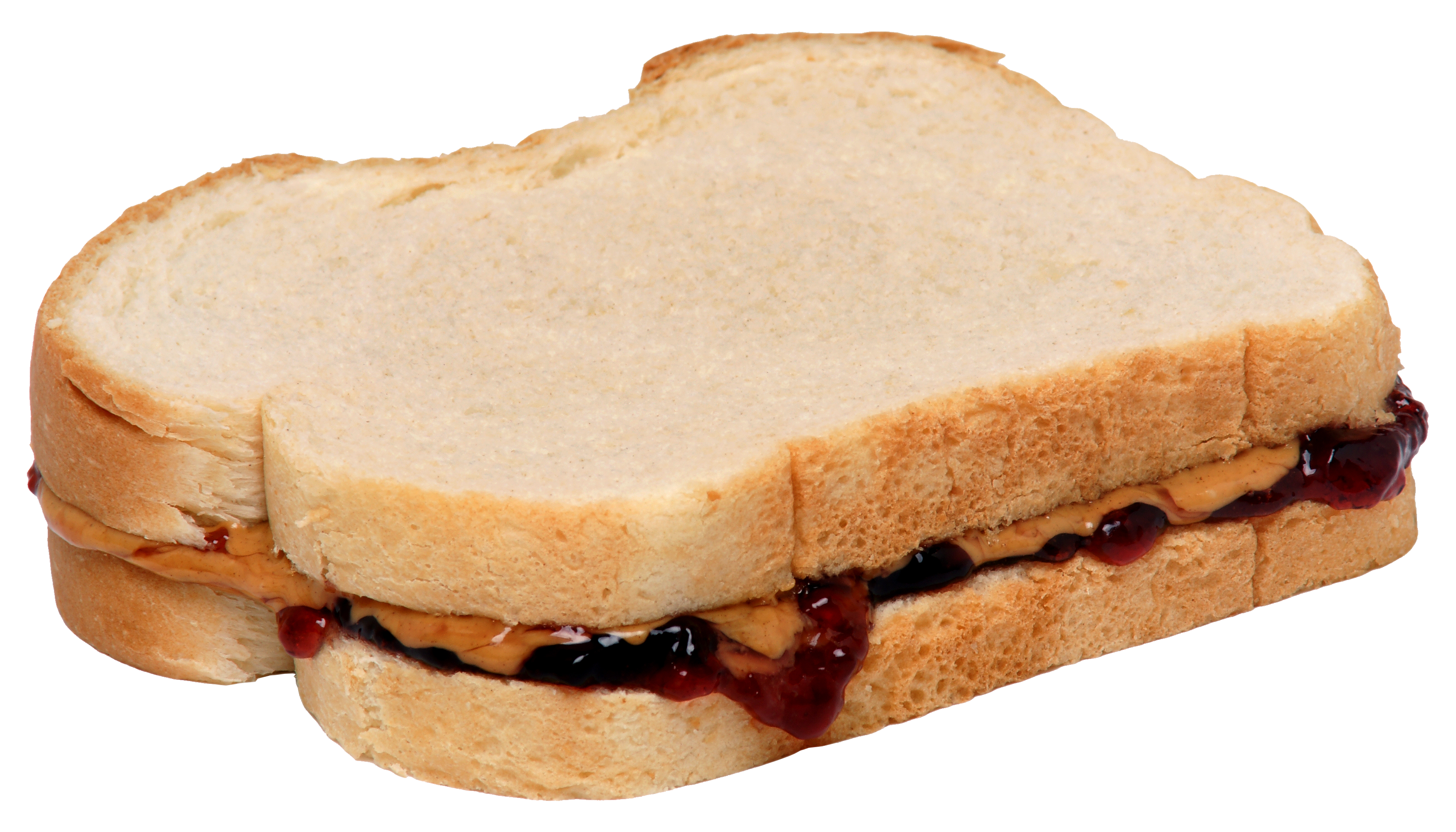
Kanapka peanut butter and jelly

PB & J lub peanut butter and jelly sandwich – popularna w Ameryce Północnej kanapka z chleba, warstwy masła orzechowego oraz dżemu, powszechnie składająca się z dwóch kromek chleba lub czasami zjadana na jednej albo w zawiniętej kromce.
Pierwszy znany przekaz z przepisem pochodzi z 1901 roku z Boston Cooking-School Magazine of Culinary Science and Domestic Economics, a za autorkę kanapki uważa się  Julię Davis Chandler. Początkowo była popularna w amerykańskich wyższych sferach, stopniowo wraz ze spadkiem cen masła orzechowego i komercjalizacji branży, stała się popularna wśród klasy średniej oraz dzieci. 
Podczas  II wojny światowej znalazła się w spisie racji wojskowej żołnierzy Stanów Zjednoczonych.